# Газинян, Гагик Сергеевич
Гагик Сергеевич Газинян (арм. Գագիկ Սերգեյի Ղազինյան; род. 6 марта 1955) — советский и армянский правовед, учёный в области юриспруденции, доктор юридических наук, профессор, действительный член Академии наук Армении (2014; член-корреспондент с 2006), иностранный член Российской академии образования (с 2012). Член Президиума Национальной академии наук Армении. Заслуженный юрист Республики Армения (2003).

## Биография
Родился 6 марта 1955 года в Ереване, Армянской ССР.
С 1972 по 1977 год обучался на юридическом факультете Ереванского государственного университета, который окончил с отличием. С 1980 по 1983 год обучался в аспирантуре этого университета.
С 1983 года на научно-педагогической работе на юридическом факультете Ереванского государственного университета в должностях: преподаватель, с 1987 по 1989 год — доцент, с 1989 по 1991 год — заместитель декана юридического факультета, с 1991 по 2000 год — заведующий кафедрой уголовного права и одновременно с 1996 года — декан юридического факультета этого университета.
С 2016 года одновременно с педагогической занимался и административно-научной деятельностью в качестве члена Президиума Национальной академии наук Армении.

### Научно-педагогическая деятельность и вклад в науку
Основная научно-педагогическая деятельность Г. С. Газиняна была связана с вопросами в области юриспруденции, занимался исследованиями в области уголовно-процессуального законодательства и современных проблем и истории уголовного процесса в Армении, защиты прав и свобод человека и борьбе с организованной преступностью. Г. С. Газинян являлся — председателем Союза юристов Армении (с 1997), председателем Специализированного совета Высшей аттестационной комиссией Армении по специальности правоведение (с 2002), председателем предметной комиссии по специальности правоведение Министерства образования и науки Армении  
и заместителем председателя Международного союза юристов (с 2003), иностранным членом Российской академии образования (с 2012)
В 1983 году защитил кандидатскую диссертацию, в 2000 году защитил докторскую диссертацию на соискание учёной степени доктор юридических наук по теме: «Актуальные проблемы уголовно-процессуального законодательства в третьей Республике Армения : Сравнительно-правовое исследование». В 2002 году ему присвоено учёное звание профессор. В 2006 году он был избран член-корреспондентом, в 2014 году — действительным членом НАН Армении.  Г. С. Газиняном было написано более ста двадцати научных работ в том числе пяти  монографий и двадцать учебников для высших учебных заведений.

## Основные труды
- Проблемы эффективности следственных действий / Г. С. Казинян, А. Б. Соловьев; Ерев. гос. ун-т. - Ереван : Изд-во Ерев. ун-та, 1987. - 166 с
- История развития уголовного процесса в Армении / Гагик Казинян ; Ереванский гос. ун-т. - Ереван : Изд-во Ереванского ун-та, 1999. - 158 с. ISBN 5-8084-0291-3
- Актуальные проблемы уголовно-процессуального законодательства в третьей Республике Армения : Сравнительно-правовое исследование. - Ереван, 2000. - 371 с[3]

## Награды и звания
- Медаль Мхитара Гоша (1999)
- Заслуженный юрист Республики Армения (2003)[1][2]